# Macromiidae
Macromiidae – rodzina dużych ważek różnoskrzydłych (Anisoptera), tradycyjnie zaliczana jako podrodzina Macromiinae w rodzinie szklarkowatych (Corduliidae). Występują w Ameryce Północnej, Azji i Afryce.
Rodzina obejmuje ponad 120 gatunków zgrupowanych w trzech rodzajach: 
- Epophthalmia Burmeister, 1839
- Macromia Rambur, 1842
- Phyllomacromia Selys, 1878